# 薩拉克塔什區

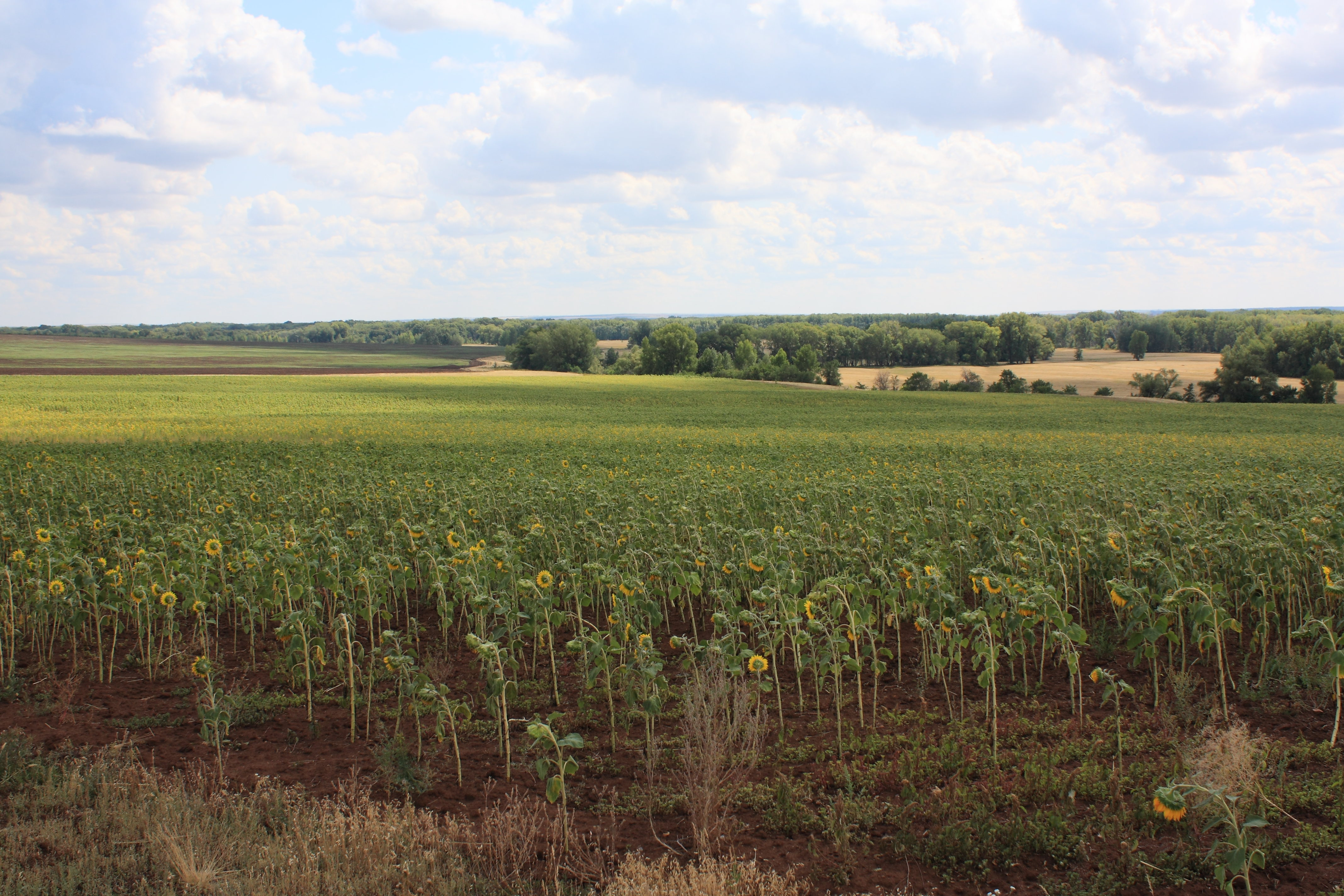

51°59′30″N 55°19′53″E / 51.99167°N 55.33139°E
薩拉克塔什區（俄语：Саракташский район），是俄羅斯的一個區，位於該國西南部，由奧倫堡州負責管轄，面積3,600平方公里，2010年人口40,145，人口密度每平方公里11.15人。